# Amata berinda
Amata berinda là một loài bướm đêm thuộc phân họ Arctiinae, họ Erebidae.